# Ивка, Анастасия

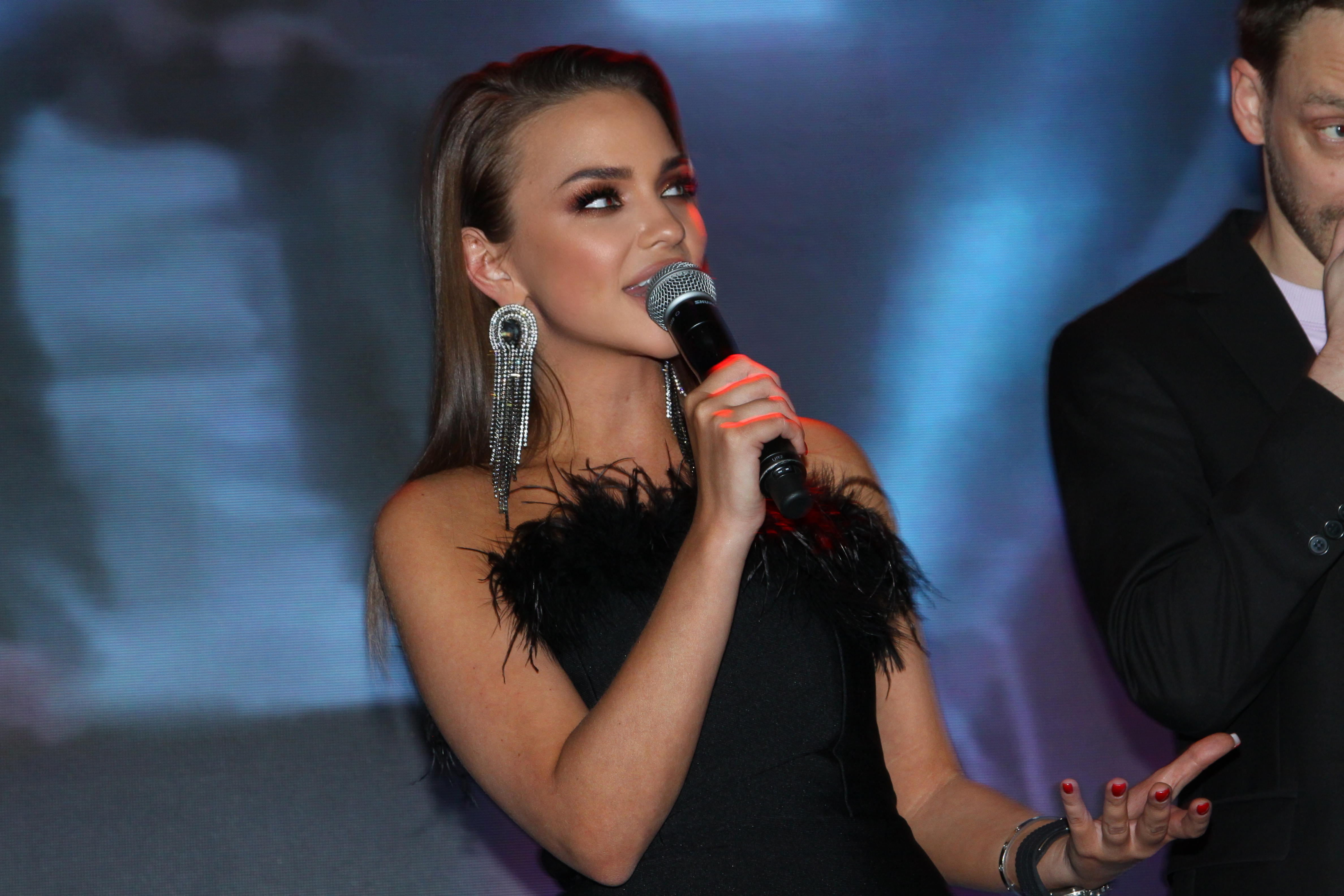
Презентация коллаборации BIM Group и Leaders 2022 год

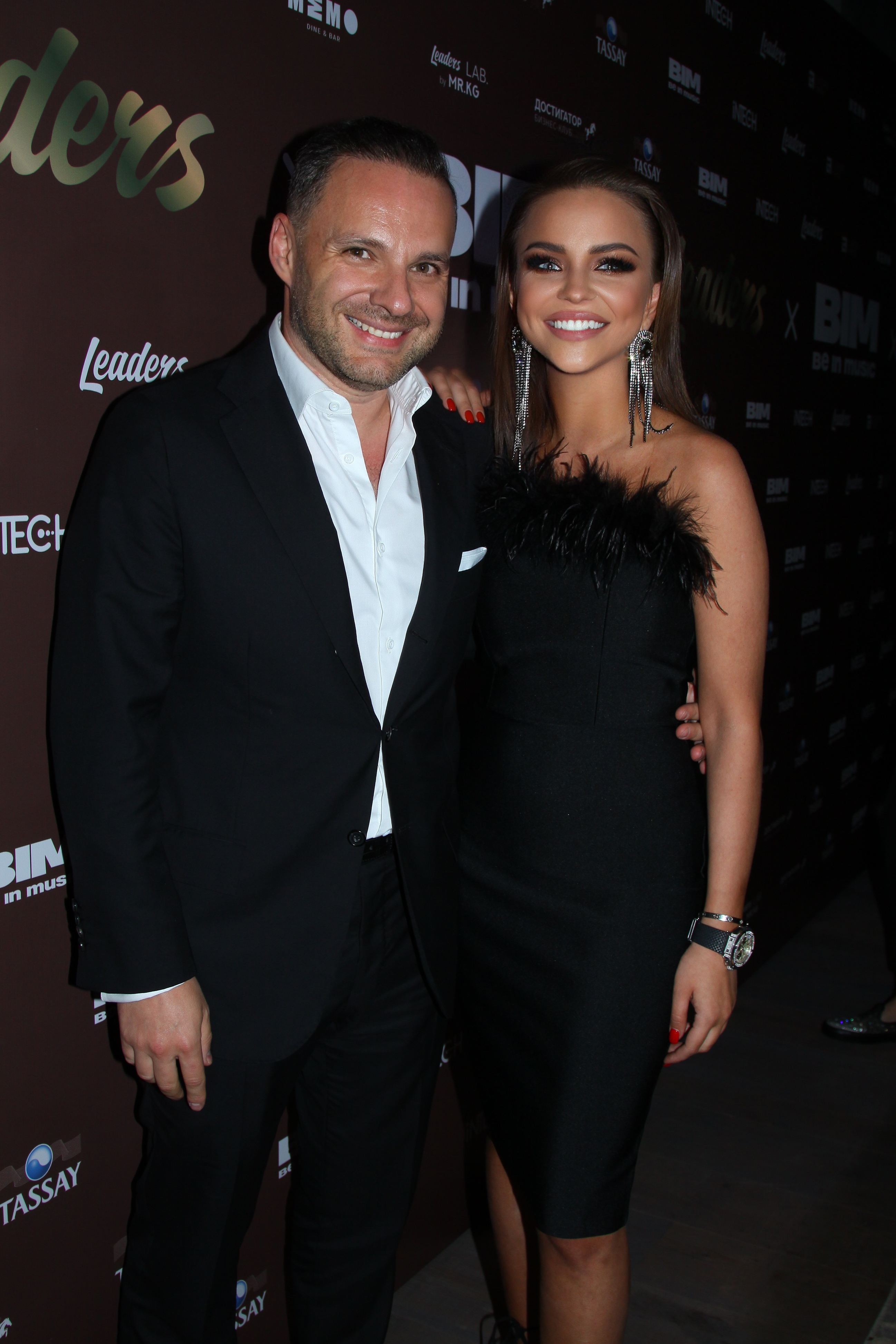
Анастасия Ивка и Олег Фирер на презентации клипа «Лёд и Пламя»

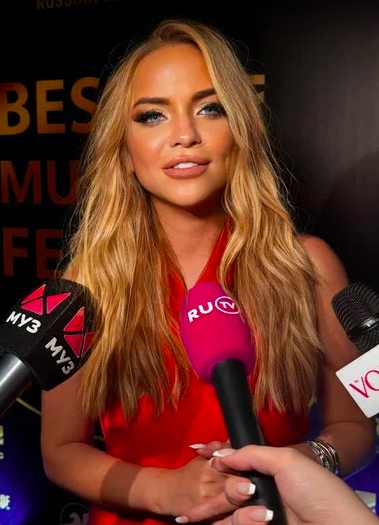
В 2023 году сорганизовала фестиваль «Best Music Fest» в Дубае как руководитель и основатель BIM Group совместно с Русской Медиа Группой.

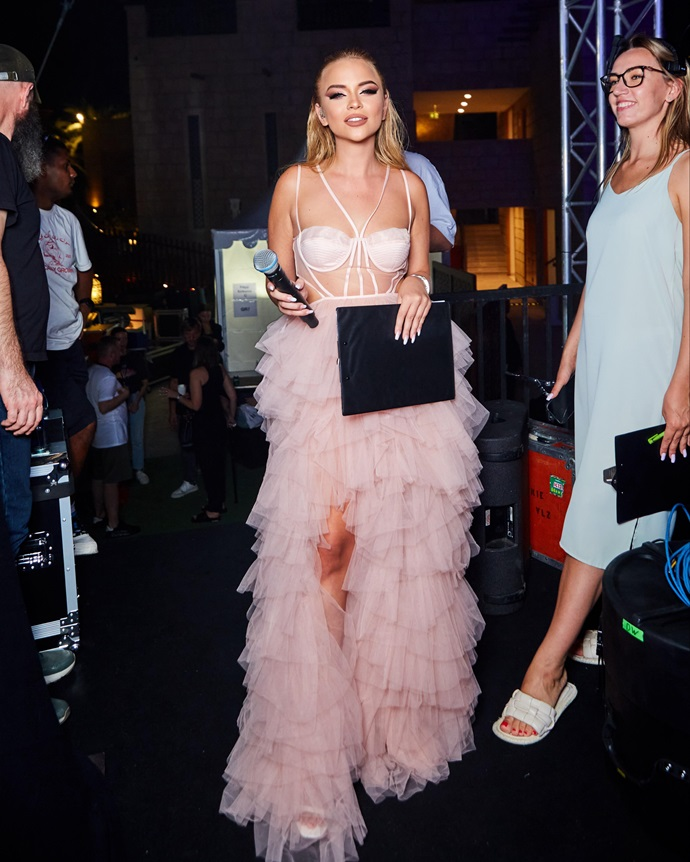
Best Music Fest 2023 5 ноября выступила в роли ведущей фестиваля.

Анастасия IVKA, полное имя — Анастасия Игоревна Ивка (латыш. Anastasija Ivka; род. 8 августа 1993, Рига, Латвия) — латвийская эстрадная певица, актриса и музыкальный продюсер русского происхождения, известная под сценическими именами Stacy (Стейси) и IVKA. В 2010 году представила Финляндию на Международном конкурсе молодых исполнителей «Новая волна 2010» в Юрмале, где вышла в финал. Основала компанию «BIM Group», которая базируется в нескольких странах, включая Россию и ОАЭ, куда входит музыкальный лейбл «BIM music», агентство «BIM Media» и «BIM Event».

## Биография
В течение 7 лет училась в театральном училище «Реверанс». После поступила в студию к вокальному педагогу Т. Королевой. Окончила Шведский институт кино в Стокгольме (2010—2014).
Проект Stacy, был создан в 2008 году финским продюсерским центром Amber Production. В том же году вышли синглы Stacy с композициями «Booty Boys», «When Ever», «You Can’t», «Slowly», ставшие популярными как в Латвии, так и в других странах. Над треками для Stacy поработал Яакко Саловаара — участник известной группы Bomfunk MC’s. На первую песню «Booty Boys» был снят видеоклип, который долгое время держался на первых строчках европейских музыкальных каналов. В апреле 2009 года она приняла участие в Международном конкурсе песни в Хельсинки. В 2010 году Стейси отправилась на конкурс «Новая Волна 2010» в Юрмале. Она исполнила песни «Malade» и «Not Enough». В конце апреля 2011 года состоялась премьера песни «Why-Magistral» на русском и английском языках, записанной в результате уникального творческого союза с всемирно известной шведской певицей Pandora.
В мае 2019 года после долгого затишья была презентована новинка «Останься».
Лучший исполнитель по версии европейской премии «OEVMA». В течение 6 лет работала по контракту с мировой компанией Sony BMG. В 2011 году была номинирована на премию MTV Video Music Awards.
В 2020 году взяла новый псевдоним IVKA, выпустила несколько синглов, вошедших в топ чарты стран СНГ «Секрет», «Клон», «Panacea».
В декабре 2020 года основала компанию «BIM Group», куда входит музыкальный лейбл «BIM Music» агентство «BIM Media» и направление «BIM Event», компания занимается продвижением перспективных молодых артистов и спортсменов, а также организацией масштабных мероприятий, за что в июне 2021 года получила премию «Женщина года».
Некоторое время была продюсером российской фигуристки Аделины Сотниковой. В 2022 году начала сотрудничество с актером Алексеем Чадовым. Ее песня «Сильная» стала саундтреком к фильму «Своя война». В этом же году получила премию «Продюсер года».
В Октябре 2022 года выпустила клип на песню «Лед и Пламя», где в главной роли снялся дипломат Олег Фирер. Клип вошел в ротации 13 стран мира. Включая Россию, Швецию, Латвию, Италию и Германию.
В 2023 году открыла направление «BIM Event» в Объединенных Арабских Эмиратах. Компания громко зашла на рынок и уже через шесть месяцев после открытия, презентовала масштабный фестиваль «Best Music Fest» в Дубае, организованный в совместном партнерстве с крупным холдингом Русской Медиа Группой.
Фестиваль гремел в Дубае пять дней и вошел в историю как самый масштабный фестиваль звезд СНГ в Эмиратах.
В декабре выпустила хит Пауза вошедший в ротацию Русского Радио и покаривший сердца миллионов.
Свободно говорит на русском, английском, латышском и финском языках.

## Личная жизнь
В 2015 году вышла замуж за азербайджанского бизнесмена, у нее родилась дочь Николь. В 2019 году развелась.